# Gallinula
Gallinula es un género de aves gruiformes perteneciente a la familia Rallidae, conocidas comúnmente como gallinetas o pollas de agua. Son aves acuáticas ampliamente distribuidas por todo el mundo excepto en las regiones polares. Gallinula en latín es el diminutivo de la palabra gallina, es decir, «gallinita».

## Descripción

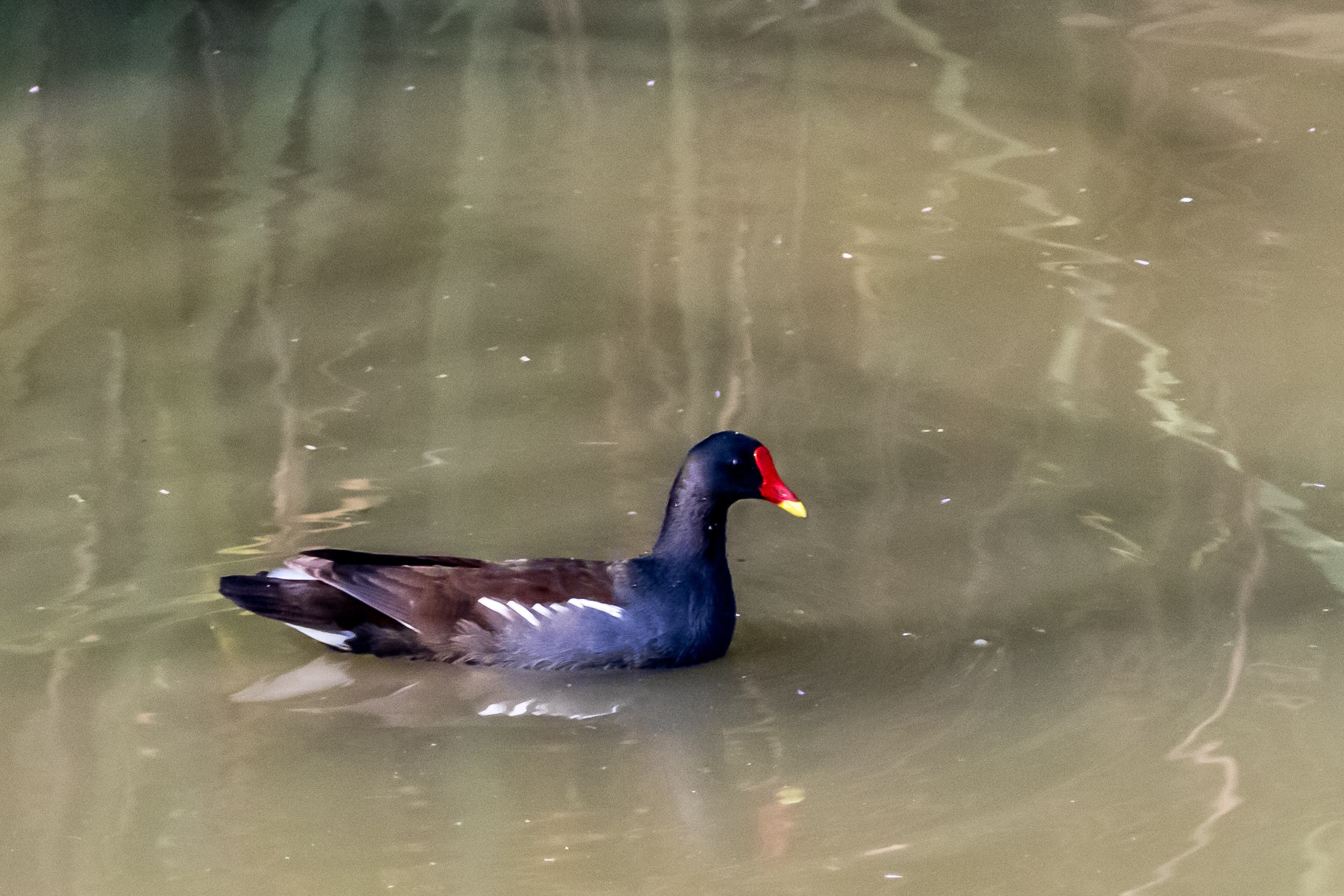
Una polla de agua en el valle de Jule, en Israel.

Son aves acuáticas medianas de color pardo o negro con algunas manchas blancas en el plumaje, y son normalmente fáciles ver, mientras se alimentan en los márgenes de agua despejados entre los cañaverales.
Suelen tener las alas cortas, redondeadas y son voladores mediocres, aunque son capaces de cubrir distancias grandes cuando vuelan. La gallineta común emigra 2000 km de distancia de algunas de sus áreas de cría en las partes más frías como Siberia. Las especies que migran lo hacen por la noche. 
Las gallinetas pueden caminar muy bien; tienen patas fuertes y los dedos de los pies largos que se adaptan bien a las superficies desiguales y la vegetación flotante. 
Estas aves son omnívoras, se alimentan de plantas y animales pequeños y huevos. Son agresivamente territoriales durante la época de cría, pero a menudo se agrupan en bandadas numerosas en lagunas poco profundas con vegetación.

## Taxonomía
El género Gallinula incluye las siguientes especies:
- Gallinula pacifica † (Hartlaub y Finsch, 1871) -  gallineta de Samoa;
- Gallinula silvestris (Mayr, 1933) - gallineta de San Cristóbal;
- Gallinula nesiotis † Sclater,P.L., 1861 - gallineta de Tristán de Acuña;
- Gallinula comeri (Allen, 1892) - gallineta de Gough;
- Gallinula chloropus (Linnaeus, 1758) - gallineta común;
- Gallinula galeata (Lichtenstein, 1818) - gallineta americana;
- Gallinula tenebrosa Gould, 1846 - gallineta enlutada;
- Gallinula angulata Sundevall, 1850  - gallineta chica;
- Gallinula melanops (Vieillot, 1819)  - gallineta pintada.

Anteriormente se clasificaban dentro de Gallinula las dos especies del género Tribonyx.